# Autarquia (direito administrativo brasileiro)
Autarquia, no âmbito do Direito Administrativo brasileiro, é um tipo de entidade da administração pública indireta, criada por lei específica,:37, XIX com personalidade jurídica de direito público interno, patrimônio próprio e atribuições estatais específicas. Goza de autonomia administrativa e financeira. A autonomia é relativa, tendo em vista que os dirigentes são nomeados pelo Poder Executivo bem como suas contas são submetidas ao Tribunal de Contas.
Tem, praticamente, as mesmas prerrogativas e sujeições da administração direta; mas difere da União, dos estados, do Distrito Federal e dos municípios – pessoas públicas políticas — por não ter capacidade política, ou seja, o poder de criar o próprio direito. Portanto, autarquia é pessoa pública administrativa, porque tem apenas o poder de autoadministração, nos limites estabelecidos em lei.
Assemelha-se, no Direito Administrativo português, à figura do instituto público.[carece de fontes?] Não se deve confundir o conceito brasileiro com o conceito de autarquia usado em outros países.

## Definição
São essas as definições e etimologias pertinentes ao estudo da administração pública brasileira que alguns dos principais filólogos e juristas atribuem ao vocábulo "autarquia" :
- Para o filólogo Aurélio:[5]
"Autarquia. [Do gr. autarchía] S.f. 1. Poder absoluto. 2. Governo de um Estado pelos seus concidadãos. (…) 5. Jur. Entidade autônoma, auxiliar e descentralizada da administração pública, sujeita à fiscalização e à tutela do Estado, com patrimônio constituído de recursos próprios, e cujo fim é executar serviços de caráter estatal ou interessantes à coletividade, como, entre outros, caixas econômicas e institutos de previdência."
- Já o jurista Plácido e Silva esclarece, com mais precisão, a colocação do termo no mundo jurídico:[6]
"Palavra derivada do grego autos-arkhé, com a significação de autonomia, independência, foi trazido para linguagem jurídica, notadamente do Direito Administrativo, para designar toda organização que se gera pela vontade do Estado, mas a que se dá certa autonomia ou independência, organização esta que recebeu mais propriamente a denominação de autarquia administrativa."
- A etimologia grega que originou o vocábulo pouco se aplica no campo do direito público. Aliás gera até confusão. O significado de autogoverno ou governo próprio na administração pública não preservou essa noção semântica, passando a ter "o sentido de pessoa jurídica administrativa com relativa capacidade de gestão dos interesses a seu cargo, embora sob o controle do Estado, de onde se originou", conforme ensina Carvalho Filho.[7]
- Segundo di Pietro, o termo teria sido utilizado pela primeira vez em fins do século XIX, na Itália, por Santi Romano, quando este escreveu sobre o tema "decentramento administrativo" para a Enciclopédia Italiana. "Com o vocábulo autarquia ele fazia referência às comunas, províncias e outros entes públicos existentes nos Estados unitários".[8]
- É notável a contribuição da doutrina italiana quanto aos estudos iniciais dos entes autárquicos de maneira sólida e influente. Cuidaram os publicistas daquele belo país da conceituação de autarquia, estabelecendo a indispensável distinção do vocábulo autonomia. Grande relevância tiveram os trabalhos de Guido Zanobini e Renato Alessi que desenvolveram o conceito de autarquia como entidade da Administração Indireta, conforme os menciona o mestre Cretella Júnior.[carece de fontes?]
- Segundo Carvalho Filho, o termo autarquia significa autogoverno ou governo próprio[9]. No direito positivo, o termo perdeu essa nossa semântica para ter o sentido de pessoa jurídica administrativa com relativa capacidade de gestão dos interesses a seu cargo, embora sob controle do Estado, de onde se originou. Na verdade, até mesmo em relação a esse sentido, o termo está ultrapassado e não reflete mais uma noção exata do instituto. Diz ainda a importância de observar que não se deve fazer qualquer ligação entre a terminologia e o perfil jurídico da autarquia, e sim, apenas considerar que trata-se de uma modalidade de pessoa administrativa, instituída pelo Estado, para o desempenho de atividade pré-determinada, dotada, como ocorre com cada uma dessas pessoas, de algumas características especiais que as distinguem de suas congêneres.[carece de fontes?]

## Evolução histórica
As entidades com natureza autárquica no Brasil, já existiam antes mesmo de ter o seu conceito elaborado pela doutrina ou pela legislação. De acordo com o pensamento de alguns doutrinadores, a primeira autarquia teria sido a Caixa Econômica, instituída em 1861, pelo governo imperial, porém sobre esse tema existem algumas controvérsias sobre a natureza jurídica.[carece de fontes?]
O primeiro conceito legal da autarquia foi dado por um decreto-lei de Vargas, que a definia como "serviço estatal descentralizado, com personalidade de direito público, explicita ou implicitamente reconhecida por lei". Atualmente, seu conceito legal encontra-se embasado no artigo 5º, inciso I, do Decreto-lei 200/67: "serviço autônomo, criado por lei, com personalidade jurídica, patrimônio e receita própria, para executar atividades típicas da administração pública, que requeiram, para seu melhor funcionamento, gestão administrativa e financeira descentralizada". Por não ter constado nesse artigo a natureza pública de sua personalidade, essa falha foi corrigida pela Emenda Constitucional nº 1, de 1969, que, no artigo 170, §2º, repetiu aquela norma, excluindo a referência às autarquias. Ocorreu a mesma falha na atual Constituição, cujo artigo 173, §1º, em sua redação original fazia referência a "outras entidades que explorem atividade econômica". Com a alteração introduzida pela Emenda Constitucional nº 19/98, o dispositivo implicitamente exclui as autarquias, pois faz expressa referência à empresa pública, sociedade de economia mista e suas subsidiárias que explorem atividade econômica de produção ou comercialização de bens ou de prestação de serviço. Para di Pietro, se falha existe não propriamente o Decreto-lei 200, mas na escolha da entidade autárquica para o exercício de atividades em que ela não se revela como a forma mais adequada.

## Conceito e característica
Pode-se conceituar autarquia, baseando-se em três elementos necessários: personalidade jurídica, forma de instituição e objeto.
Temos como principais características das autarquias:
1. Criação por lei: é exigência que vem desde o Decreto-lei nº 6 016/43, repetindo-se no Decreto-lei nº 200/67 e constando agora do artigo 37, XIX, da Constituição;
2. Personalidade jurídica pública: ela é titular de direitos e obrigações próprios, distintos daqueles pertencentes ao ente que a instituiu: sendo pública, submete-se a regime jurídico de direito público, quanto à criação, extinção, poderes, prerrogativas, privilégios, sujeições;
3. capacidade de auto-administração: não tem poder de criar o próprio direito, mas apenas a capacidade de se auto-administrar a respeito das matérias especificas que lhes foram destinadas pela pessoa pública política que lhes deu vida. A outorga de patrimônio próprio é necessária, sem a qual a capacidade de auto-administração não existiria;
4. especialização dos fins ou atividades: coloca a autarquia entre as formas de descentralização administrativa por serviços ou funcional, distinguindo-a da descentralização territorial; o princípio da especialização impede de exercer atividades diversas daquelas para as quais foram instituídas; e
5. sujeição a controle ou tutela: é indispensável para que a autarquia não se desvie de seus fins institucionais.

Assim conceitua-se autarquia com a inclusão desses dados da seguinte forma: A pessoa jurídica de direito público, criada por lei, com capacidade de auto-administração, para o desempenho de serviço público descentralizado, mediante controle administrativo exercido nos limites da lei.

## Classificação
Para Carvalho Filho, pode-se apontar três fatores que de fato demarcam diferenças entre as autarquias. São eles:
1. O nível federativo: as autarquias podem ser federais, estaduais, distritais e municipais, conforme instituídas pela União, Estados, Distrito Federal e pelos Municípios;
2. quanto ao objeto: dentro das atividades típicas do Estado, as que estão pré-ordenadas; e
3. as autarquias podem ter diferentes objetivos: as autarquias assistenciais são aquelas que visam a dispensar auxílio a regiões menos desenvolvidas, ou à categorias sociais específicas, para o fim de minorar as desigualdades regionais e sociais, conforme artigo 3º, inciso III, da Constituição (ex.: SUDENE).

Segundo di Pietro, a classificação pode ser de acordo com vários critérios:
- Tipo de atividade: Econômicas, de crédito e industriais, de previdência e assistência, profissionais ou corporativas;
- capacidade administrativa: geográfica ou territorial e a de serviço ou institucional;
- estrutura: fundações e corporativas; e
- âmbito de atuação: federais, estaduais e municipais.

Quanto ao tipo de atividade elas ainda podem ser distribuídas em 5 grupos de classificação:
- Econômicas: São destinadas para incentivar a produção e controle de produtos. Como é o exemplo do Instituto do Açúcar e do Álcool;
- De crédito e industriais: Para gestão de recursos financeiros bem como suas distribuição mediante empréstimo. Atualmente foram substituídas por empresas públicas, como é o caso da Caixa Econômica Federal;
- De previdência e assistência: Para atividades de seguridade social. Como é o caso do INSS e o IPESP;
- As profissionais ou corporativas: Para fiscalizar as profissões;
- As culturais ou de ensino: Universidades federais.

## Patrimônio
A questão patrimonial diz respeito à caracterização dos bens em públicos e privados, embasado no artigo 65 do antigo Código Civil, que dizia: "São públicos os bens do domínio nacional pertencentes à União, aos Estados, ou aos Municípios. Todos os outros são particulares, seja qual for a pessoa a que pertencerem."
Em 1916, o sistema jurídico administrativo sofreu várias mudanças com a criação desse tipo especial de pessoas jurídicas - as autarquias - que, mesmo sem integrar a organização política do Estado, a ela está vinculada, ostentando personalidade jurídica de direito público. Vários doutrinadores, com intuito de adaptarem-se à norma do Código Civil e mais ainda de proteger os bens das pessoas federativas, qualificaram os bens públicos como aqueles que integram o patrimônio das pessoas administrativas de direito público. Dessa forma, pacificou-se o entendimento de que os bens das autarquias são considerados como bens públicos.[carece de fontes?]

## Pessoal
Com o artigo 39 da Constituição, em sua redação vigente, a União, os Estados, o Distrito Federal e os Municípios ficaram com a obrigação de instituir, no âmbito de sua organização, regime jurídico único para todos os servidores da administração direta, das autarquias e das fundações públicas,:art. 39 que, segundo Carvalho Filho, foi a maneira que o legislador encontrou de manter planos de carreira idênticos para esses setores administrativos, acabando com as antigas diferenças que, como é sabido, por anos e anos, provocaram inconformismos e litígios entre os servidores.:487, 488

## Controle Judicial
As autarquias, por serem dotadas de personalidade jurídica de direito público, podem praticar atos administrativos típicos e atos de direito privado (atípicos), sendo este último, controlados pelo judiciário, por vias comuns adotadas na legislação processual, tal como ocorre com os atos jurídicos normais praticados por particulares. Já os atos administrativos, possuem algumas características especiais, pois eles são controlados pelo judiciário tanto por vias comuns, quanto pelas especiais, como é o caso do mandado e da ação popular.[carece de fontes?]
Necessário se faz destacar que os elementos do ato autárquico que resultam de valoração sobre a conveniência e oportunidade da conduta, são excluídos de apreciação judicial, assim como os atos administrativos em geral que trazem o regular exercício da função administrativa e são privativos dos seus agentes administrativos.[carece de fontes?]

## Foro dos litígios judiciais
Os litígios comuns, onde as autarquias federais figuram como autoras, rés, assistentes ou oponentes, têm suas causas processadas e julgadas na Justiça Federal:109, I, o mesmo foro apropriado para processar e julgar mandados de segurança contra agentes autárquicos.[carece de fontes?]
Quanto às autarquias estaduais e municipais, os processos em que encontramos como partes ou intervenientes terão seu curso na Justiça Estadual comum, sendo o juízo indicado pelas disposições da lei estadual de divisão e organização judiciárias.[carece de fontes?]
Nos litígios decorrentes da relação de trabalho, o regime poderá ser estatutário ou trabalhista. Sendo estatutário, o litígio será de natureza comum, as eventuais demandas deverão ser processadas e julgadas nos juízos fazendários. Porém, se o litígio decorrer de contrato de trabalho firmado entre a autarquia e o servidor, a natureza será de litígio trabalhista (sentido estrito), devendo ser resolvido na Justiça do Trabalho, seja a autarquia federal, estadual ou municipal.[carece de fontes?]

## Responsabilidade civil
Prevê a Constituição que as pessoas jurídicas de direito público respondem pelos danos que seus agentes, nessa qualidade, causarem a terceiros.:37, §6º
A regra contida no referido dispositivo, consagra a teoria da responsabilidade objetiva do Estado,[carece de fontes?] aquela que independe da investigação sobre a culpa na conduta do agente.

## Prerrogativas autárquicas
As autarquias possuem algumas prerrogativas de direito público, sendo elas:
- imunidade tributária: previsto no art. 150, § 2 º, da CF, veda a instituição de impostos sobre o patrimônio, a renda e os serviços das autarquias, desde que vinculados as suas finalidades essenciais ou às que delas decorram. Podemos, assim, dizer que a imunidade para as autarquias tem natureza condicionada.
- impenhorabilidade de seus bens e de suas rendas: não pode ser usado o instrumento coercitivo da penhora como garantia do credor.
- imprescritibilidade de seus bens: caracterizando-se como bens públicos, não podem ser eles adquiridos por terceiros através de usucapião.
- prescrição qüinqüenal: dívidas e direitos em favor de terceiros contra autarquias prescrevem em 5 anos.
- créditos sujeitos à execução fiscal: os créditos autárquicos são inscritos como divida ativa e podem ser cobrados pelo processo especial das execuções fiscais.
- presunção de legitimidade de seus atos administrativos:
- prazo em quadruplo para contestar e em dobro para recorrer, conforme previsto no Código do Processo Civil, em seu art.188. (Informação desatualizada. No novo CPC, o prazo é em dobro para contestar e para recorrer, conforme art. 183)
- principais situações processuais específicas:

As autarquias são consideradas como fazenda pública, razão pela qual, nos processos em que é parte, tem prazo em quádruplo para contestar e em dobro para recorrer (art. 188 do CPC). Elas estão sujeitas ao duplo grau de jurisdição. A defesa de autarquia em execução por quantia certa, fundada em título judicial, se formaliza em outros apensos ao processo principal e por meio de embargos do devedor, este último conforme art. 741 do CPC.

## Agências autárquicas reguladoras e executivas
Essas agências possuem como função principal o controle de pessoas privadas que estão incumbidas da prestação de serviços públicos, e regra sobre a forma de concessão ou permissão, para que se evite abusos neste campo por pessoas da iniciativa privada.
Pode-se classificar em duas categorias: as agências reguladoras, com função básica de controle e fiscalização, adequadas para o regime de desestatização, e as agências executivas, mais apropriadas para a execução efetiva de certas atividades administrativas típicas de Estado.

## Associações públicas
Segundo Carvalho Filho, a Lei nº 11.107, de 6.4.2005, que dispõe sobre normas gerais de instituição de consórcios públicos, previu que estes mecanismos deverão constituir associação pública ou pessoa jurídica de direito privado (art. 1 º, § 1º). Ao referir-se à personalidade, o legislador estabeleceu que a associação pública terá personalidade jurídica de direito público (art. 6º, I), ao contrário da outra alternativa, em que a pessoa terá personalidade jurídica de direito privado.
Formado o consorcio público com a fisionomia jurídica de associação pública, sempre para a consecução de objetivos de interesse comum dos entes pactuantes e para a implementação do sistema de gestão associada, esta com base no art. 241 da CF, terá ela personalidade jurídica de direito público e natureza jurídica de autarquia. Conseqüentemente, a tais associações serão atribuídas todas as prerrogativas que a ordem jurídica dispensa às autarquias em geral.